# Marga Sakti (Padang Jaya)
Marga Sakti is een bestuurslaag in het regentschap Bengkulu Utara van de provincie Bengkulu, Indonesië. Marga Sakti telt 6742 inwoners (volkstelling 2010).